# Кічкаська сільська рада
Кічка́ська сільська рада (рос. Кичкасский сельский совет) — сільське поселення у складі Переволоцького району Оренбурзької області Росії.
Адміністративний центр — село Кічкасс.

## Населення
Населення — 1215 осіб (2019; 1380 в 2010, 1471 у 2002).

## Склад
До складу сільської ради входять:
| Населений пункт    | Населення, осіб (2002) | Населення, осіб (2010) |
| ------------------ | ---------------------- | ---------------------- |
| Габдрафіково, село | 288                    | 279                    |
| Долиновка, село    | 234                    | 201                    |
| Кічкасс, село      | 949                    | 900                    |